# Rhytia archon
Rhytia archon är en fjärilsart som beskrevs av Felder 1874. Rhytia archon ingår i släktet Rhytia och familjen nattflyn. Inga underarter finns listade.